# Липа (пам'ятка природи, Гадяцький район)
Липа — ботанічна пам'ятка природи місцевого значення в Україні. Розташована поблизу автошляху м. Гадяч - с. Сари Гадяцького району Полтавської області.
Площа — 0,02 га. Створено згідно з рішенням Полтавського облвиконкому від 18.04.1964 №135. Перебуває в користуванні Сарівської сільської ради.
Охороняється екземпляр вікового дерева липи серцелистої віком понад 250 років.